# Синюк Денис Сергійович
Дени́с Сергі́йович Синю́к  (31 травня 1993 — 26 січня 2015) — солдат Збройних Сил України, учасник російсько-української війни.

## Життєпис
Народився 31 травня 1993 року в місті Полтава. 2008 року закінчив полтавську гімназію № 17. У 2012 році закінчив Полтавський політехнічний коледж НТУ «ХПІ» зі спеціальності «Монтаж і експлуатація електрообладнання підприємств і цивільних споруд».
3 жовтня 2012 року призваний на строкову військову службу до лав Збройних Сил України. Військову службу проходив в 95-ій окремій аеромобільній бригаді.
В зоні бойових дій з березня 2014-го, розвідник, псевдо «Чіп», розвідувальний взвод 1-го батальйону, 95-та Житомирська окрема аеромобільна бригада, пізніше підписав контракт й залишився в підрозділі.
26 січня 2015 року автомобіль з військовиками, котрі мали завдання евакуювати поранених, підірвався на міні поблизу села Спартак Ясинуватського району Донецької області. Денис Синюк, який їхав разом зі своїми товаришами, загинув миттєво. Тоді ж загинули солдат В'ячеслав Гага, зазнав поранень старший лейтенант Костянтин Султанбагомаєв та старший солдат Микола Вознюк. У бою за шахту також загинули вояки Білокуров Олександр, Рачок Михайло, Стратович Анатолій.
29 січня 2015 року похований на Алеї Героїв Боженківського кладовища в місті Полтава.
Залишились батьки, дружина та донька Настя.

## Нагороди та вшанування
- 11 серпня 2014 року нагороджений відзнакою Пам'ятний знак «За воїнську доблесть».
- Указом Президента України № 282/2015 від 23 травня 2015 року, «за особисту мужність і високий професіоналізм, виявлені у захисті державного суверенітету та територіальної цілісності України, вірність військовій присязі», нагороджений орденом «За мужність» III ступеня (посмертно)[1].
- Указом № 13 від 10 лютого 2016 року нагороджений відзнакою «Народний Герой України» (посмертно)[2].
- 12 лютого 2016 року в місті Полтава на фасаді будівлі гімназії № 17 (бульвар Богдана Хмельницького, 15), де навчався Денис, йому відкрито меморіальну дошку.
- 1 вересня 2019 року у Полтавському політехнічному коледжі, в якому навчався Денис, на його честь відкрили меморіальну дошку.
- Вшановується в меморіальному комплексі «Зала пам'яті», в щоденному ранковому церемоніалі 26 січня[3][4].